# ۸۰۲ (میلادی)
۸۰۲ (میلادی) هشتصد  و دومین سال تقویم میلادی است.

## رویدادها
تاسیس کشور کامبوج

## درگذشتگان
- بورتریک، شاه وسکس

‎